# 任和平
任和平（1900年—1950年12月15日），又名思寬，四川省達縣張家場人，民國政治人物，曾任立法院立法委員。

## 經歷[1]
- 畢業於陸軍軍官學校第五期。
- 1926年參加中國國民黨。
- 1928年一1941年先後擔任國民革命軍排、連、營長、中校參謀、四川省保安處上校訓練員、副旅長、主任參謀等職。
- 1941年一1948年底，先後任名山縣、松潘縣（民国33年（1944年）9月）、綦江縣（民国34年（1945年）6月-民国35年（1946年3月）[2]）、邛崍縣（民国34年（1945年）6月-民国38年（1949年）[3]）縣長。
- 1949年遞補鄧華民任四川省第七選區第一屆立法委員[4]，後任胡宗南、王陵基聯絡參謀，川康人民反共救國軍第七縱隊司令，川康肅反救國軍副司令等職[5]
- 1950年6月，成都市公安局將任和平逮捕，送邛崍關押，於是年12月15日公審槍決。